# Vereniging van Vlaamse Technische Ingenieurs
De Vereniging van Vlaamse Technische Ingenieurs (V.V.T.I.) verenigde tot in 1990 de Vlaamse technische ingenieurs op regionale basis onafhankelijk van de school waar ze afstudeerden. De doelstellingen waren de belangen van de technische ingenieurs te verdedigen, bij te dragen tot hun ontwikkeling zowel op technisch als algemeen cultureel gebied. De V.V.T.I. vond het ook belangrijk dat niet enkel de leden maar ook hun familie werden betrokken door aangepaste activiteiten. 
Ze was ook lid van het Overlegcentrum van Vlaamse Verenigingen.
Op 5 november 1990 vormde ze samen met de STI (Studiecentrum voor Technische Ingenieurs) en enkele schoolverenigingen de Vlaamse Ingenieurskamer (VIK).

## Geschiedenis

### Ontstaan
In Philips (Hasselt) waren een groot aantal technisch ingenieurs tewerkgesteld gediplomeerd door verschillende scholen en afkomstig uit alle Vlaamse provincies. Ze werkten naast elkaar of in verschillende diensten. Ieder was op zichzelf aangewezen om de meest verscheidene problemen op te lossen en velen wisten niet welke collega's ook technisch ingenieur waren. Om hieraan een einde te stellen werd in 1957 een vriendenkring opgericht met als doel alle technisch ingenieurs samen te brengen en als vrienden te laten samenwerken. De benaming was Vriendenkring van Technisch Ingenieurs (VKTI). Naast het hoofddoel werden ook allerlei culturele activiteiten ingericht voor de leden en hun familie. Het gevolg was dat er een hechte band ontstond zodat collega's die van werkkring veranderden trouw bleven aan de kring.
In november 1961 ontstond een conflict met de directie van het bedrijf in gevolge een naamloze enquête die uitgevoerd werd bij de leden waaruit bleek dat er een zekere mistevredenheid bestond. Volgens de directie had dat niet mogen gebeuren met als gevolg dat de bestuursleden werden geschorst. Dat veroorzaakte heel wat deining en dezelfde avond werd een spoedvergadering belegd door de geschorsten en een aantal sympathisanten. Daar kwam men tot het besluit dat het nodig was de band firma-kring te verbreken en groeide de gedachte tot het verenigen van alle Vlaamse technisch ingenieurs in een grote,sterke en onafhankelijke vereniging. Deze gedachte werd verder uitgewerkt.
Op een buitengewone Algemene Vergadering die doorging op zaterdag 26 mei 1962 werd door de leden eenparig besloten de Vereniging van Vlaamse Technisch Ingenieurs (VVTI) op te richten. Er  werden bovendien vier technisch ingenieurs aangeduid met als opdracht de VVTI  uit te bouwen. 
Het algemeen bestuur bestond uit: Alg. Voorzitter: Omer François, Alg. Ondervoorzitter: Raoul De Wolf, Alg. Secretaris: Gustaaf Van Wichelen en Alg. Penningmeester: Guido Van Gerven. Het  Algemeen secretariaat was gevestigd in de Paalsteenstraat, 81 te Hasselt.

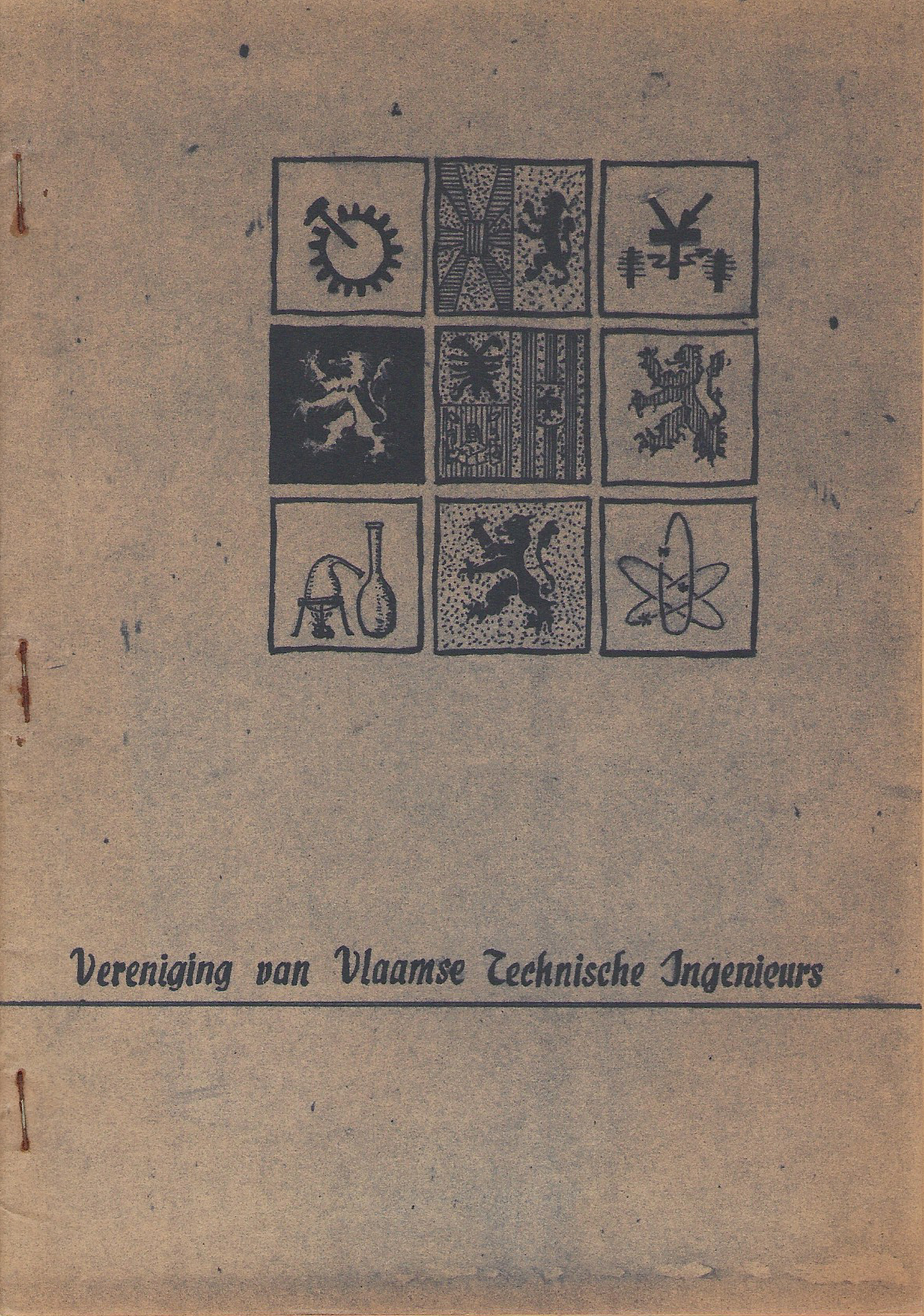
Vereniging van Vlaamse Technische Ingenieurs (V.V.T.I)- statuten
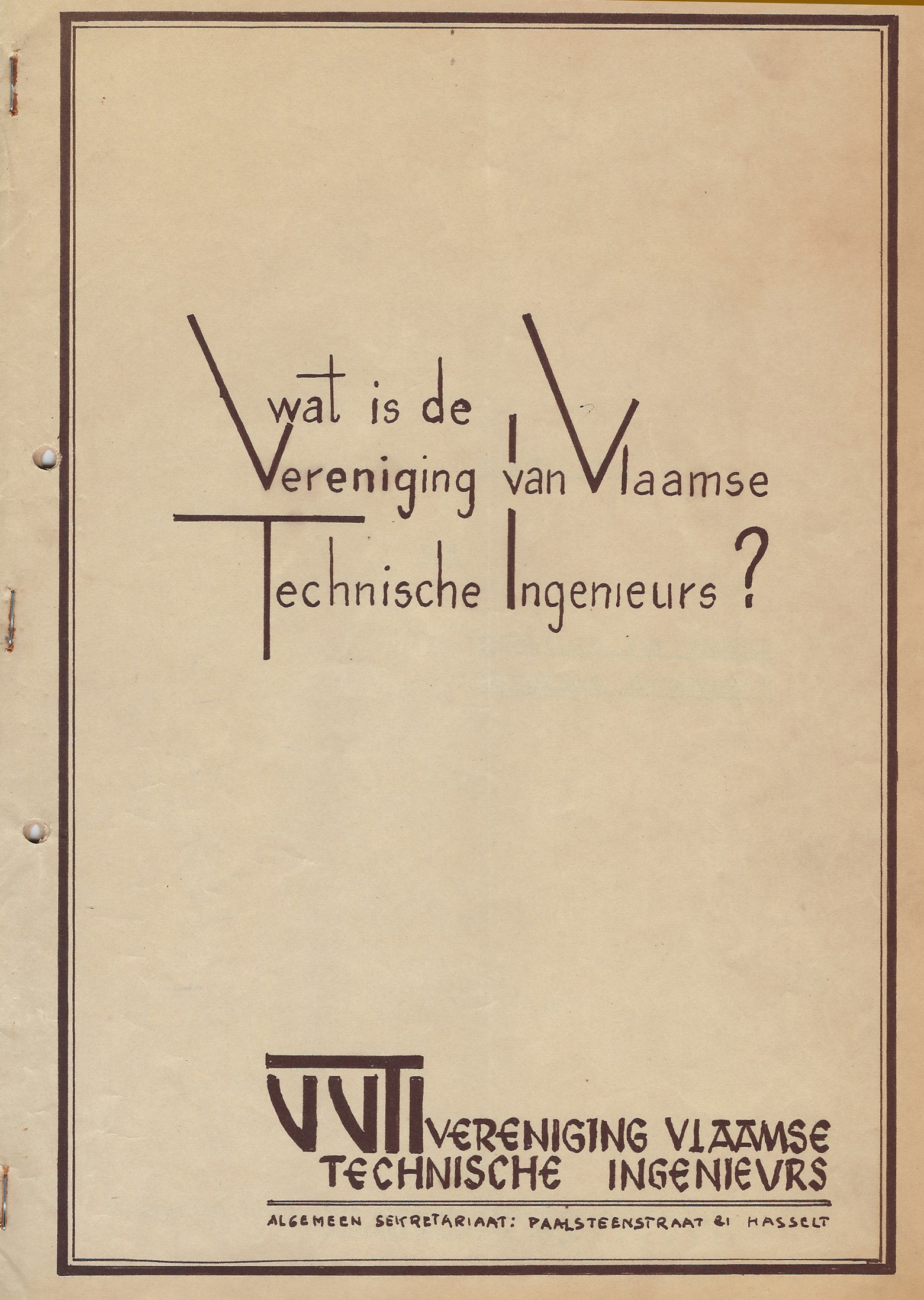
VVTI-Wat is de Vereniging van Vlaamse Technische Ingenieurs? - Voorblad van brochure.
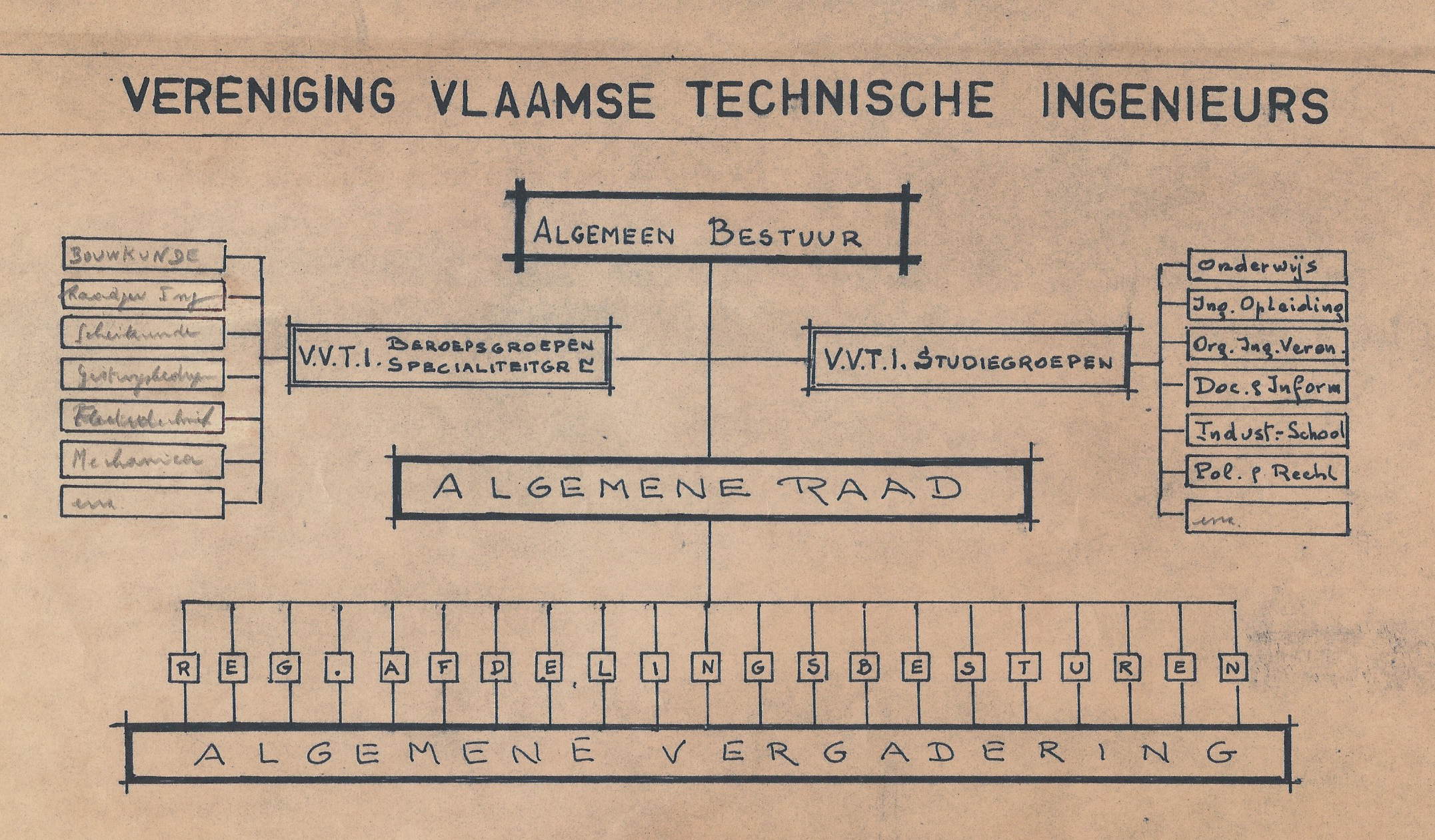
Organigram van de Vereniging van Vlaamse Technische Ingenieurs (VVTI) - Hasselt -mei 1962

### Doelstellingen
- het verbeteren van de goede verstandhouding tussen haar leden,
- het verhogen van de technische bekwaamheid van de leden,
- de problemen te bestuderen die betrekking hebben op het diploma en de graad van technisch ingenieur,
- deel te hebben aan de culturele en materiële ontwikkeling van de Vlamingen.

### Organisatie
Voor de organisatie werd vertrokken van volgende principes:
- een Vlaamse Vereniging in tegenstelling met de bestaande tweetalige of eentalig Frans,
- openstaand voor alle technische ingenieurs, ongeacht de school van afstuderen,
- onafhankelijk van scholen of bedrijven,
- regionaal georganiseerd.

## Acties
- Het regionaal groepje uit Hasselt bouwde eerst afdelingen uit in Limburg en vervolgens over alle Vlaamse provincies en Brussel.

19 november 1962. De Vriendenkring van Technisch Ingenieurs (VKTI) wordt ontbonden en vervangen door de VVTI afdeling Hasselt.
- 2 maart 1963. Contactvergadering NUTI-VVTI te Brussel in verband met een eventuele samenwerking. NUTI was vertegenwoordigd door t.ing.Goris, Lully en Pirelle.
- 27 maart 1963. Contactvergadering VVTI-NIRIA te Eindhoven.
- 10 mei 1963. Tweede contactvergadering met NIRIA te Hasselt betreffende de actuele problematiek van het ingenieurswezen.
- 5 juni 1963. Derde contactvergadering met NIRIA te Eindhoven. Verdere afspraken in verband met geregelde samenwerking op afdelingsniveau.
- 18 september 1963. Contactvergadering te Brussel met FBIT, vertegenwoordigd  door t.ing. Bieswal en Tenret in verband met een eventuele samenwerking.
- oktober 1963: Eerste uitgave van een mededelingsblad.

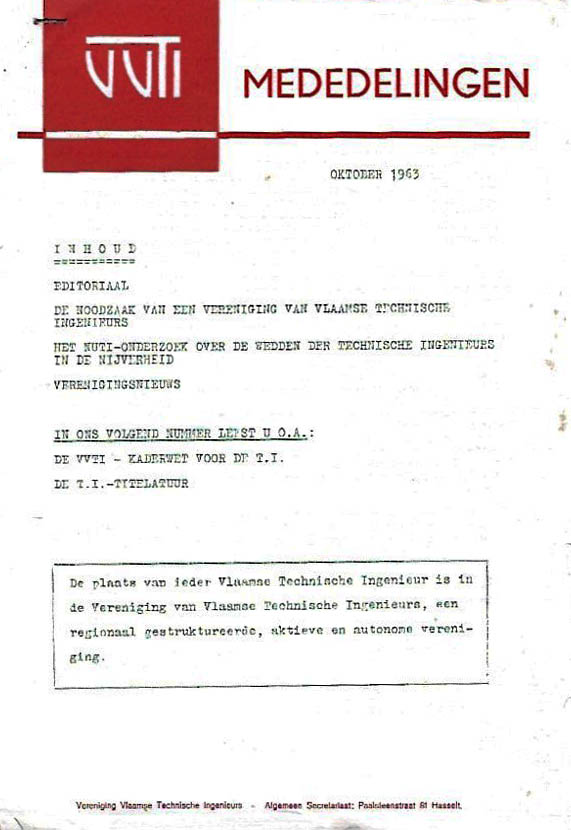
Voorblad van het eerste nummer van de VVTI-mededelingen

- 8 november 1963. Contactvergadering met de: Verein Deutscher Ingenieure(VDI) te Aken.[5]
- 12 september 1964. Contactvergadering met het hoofdbestuur KVIV in het Ingenieurshuis te Antwerpen vertegenwoordigd door ir. Van de Pitte, algemeen voorzitter en Van Boxtaele, algemeen secretaris. Werd besproken: het titelatuurprobleem bij de landbouw- en de technische ingenieurs, samenwerkingsvogelijkheden tussen KVIV en VVTI.
- 21 december 1964. Een contactvergadering te Brussel tussen het KVIV-landbouwkundig  genootschap vertegenwoordigd door de hh. Coninx, voorzitter, en De Sutter, secretaris. Hierbij werden de respectievelijke voorstellen i.v.m. het titulatuurprobleem bij de landbouw- en technische ingenieurs besproken.[5]
- In het voorjaar van 1965 werd contact opgenomen met de N.U.T.I. (Nationale Unie der Technische Ingenieurs) om overleg te plegen over samenwerking. Dit resulteerde in een gemeenschappelijke studiegroep "Kontact". Deze groep werkte het schema en statuten uit van een toekomstige eenheidsorganisatie de "Nationale Confederatie der Technische Ingenieurs". Deze confederatie zou vijf verenigingen overkoepelen, nl. deze van de Nederlandstalige-, de Franstalige- en de tweetalige scholen en de Nederlandstalige- en de (op te richten) Franstalige regionale verenigingen.
- 12 januari 1966. Vergadering met een afgevaardigde van de Kempische Mijnen i.v.m. mijnsluiting van Zwartberg.
- 10 maart 1966. Contactvergadering te Brussel met de NUTI, vertegenwoordigd door t.ing. Lully en De Moor. Het organisatieschema van de Confederatie werd besproken alsmede de standpunten i.v.m. problemen van de t. ing.[5]
- 16 april 1966. Het voorstel voor samenwerking met de NUTI werd besproken en goedgekeurd op de Algemene Vergadering van de VVTI van 16 april 1966 te Geel.[6]. Het verzoek werd door de N.U.T.I. niet goedgekeurd.[7]
- In 1966 werd VVTI opgenomen in de Ministeriële Adviescommissie voor de Studiën voor Technisch Ingenieur (werkgroep De Witte),  die door de Ministers Frans Grootjans en Michel Toussaint, was belast met het onderzoek van de hervorming der studies voor technisch ingenieur.
- De VVTI doet haar beklag over de discriminerende en onefficiënte vertegenwoordiging in het Belgisch nationaal comité van de F.E.A.N.I. (Fédération Européenne d'Associations Nationales d'Ingénieurs) [8] In het Belgisch comité blijken de drie vertegenwoordigers, van de technische ingenieurs die slechts 10 van de 30 Nederlandstalige scholen vertegenwoordigen,  allen Franstalig.[9]
- 1 augustus 1966. Een wetsvoorstel van kaderwet van de technisch ingenieur wordt uitgewerkt met het doel het beroep van technisch ingenieur op een afdoende manier te beveiligen. Deze tekst zal als basis dienen voor besprekingen met politici van diverse partijen.[10]
- 8 december 1966. Op een werkvergadering werd door O. François, G. Van Gerven, E. Henrioule en Fr. Geldhof de mogelijkheden onderzocht om vanaf januari 1967 de "VVTI mededelingen " in gedrukte uitgave te laten verschijnen.[11]

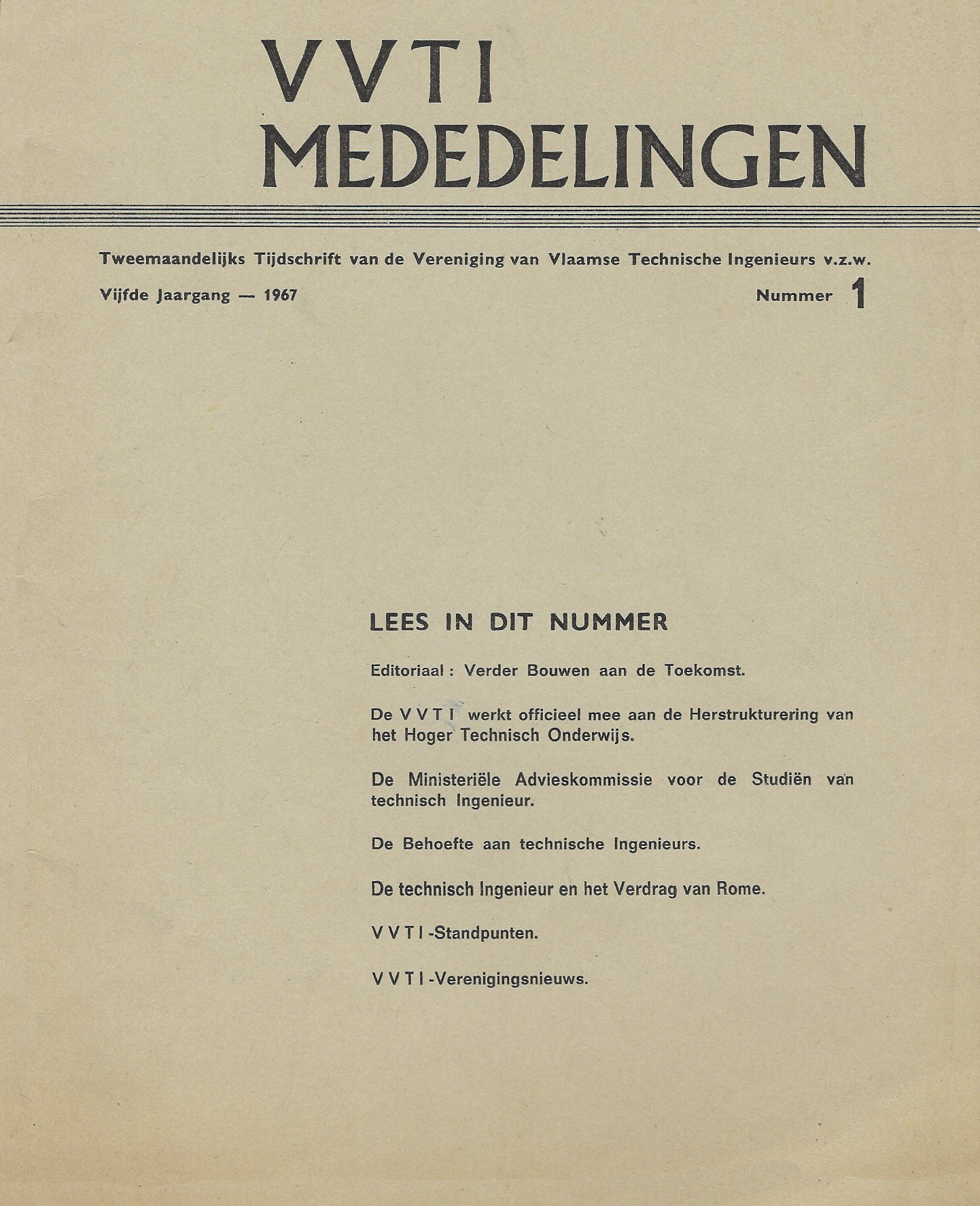
Omslag van eerste gedrukte uitgave van de VVTI-mededelingen

- De VVTI-mededelingen verschijnen in gedrukte vorm.
- 11 maart 1967. Ter gelegenheid van het Nationaal Congres georganiseerd door NUTI en FBIT. Geeft de VVTI een persmededeling uit. De VVTI:
  - ontkent aan de organiserende schoolfederaties het recht zich op te werpen als de verdedigers van alle technische ingenieurs o.a. omdat zij niet alle dragers van het wettelijk diploma als leden wil opnemen;
  - stelt vast dat juist een meningsverschil over de herwaardering van de studiën aanleiding heeft gegeven tot een afscheiding van de NUTI door de FBIT waardoor een vroegere oplossing van het probleem onmogelijk was;
  - vindt het volkomen inopportuun het indienen van een door de NUTI geïnspireerd wetsvoorstel instellende de graad van Ingenieur voor Kunsten en Technieken op het ogenblik dat de ministeriële adviescommissie haar werkzaamheden is begonnen;
  - heeft formele reserves en een groot aantal clausules in bedoeld wetsvoorstel voornamelijk wat het instellen van een derde ingenieurstitel betreft;
  - verwerpt de voorgestelde titel van "Ingenieur voor Kunsten en Ambachten" als volkomen onaanvaardbaar voor de Vlaamse technische ingenieurs.[12]

Deze mededeling kreeg grote aandacht in de pers. Zie Nationaal Protestcongres in 1967.
- 22 april 1967. In 1967 vierde de VVTI haar vijfjarig bestaan in Genk met een Lustrumcongres. Daarop werden de standpunten van de vereniging  uiteengezet in verband de herstructurering van het Hoger Technisch Onderwijs, de herwaardering van de titel van de technische ingenieurs en de classificering op Europees niveau. De vereniging vraagt dat een einde wordt gesteld aan de huidige chaotische toestand door middel van een kaderwet waarbij zowel de programma's van de opleidingen als het aantal scholen wordt aangepast aan de industriële noodzaken.  Dit impliceert dat de studieduur uniform op vier jaar wordt gebracht en gerangschikt in de derde graad van het hoger technisch onderwijs. De toelatingsvoorwaarden moeten gelijk zijn voor alle scholen en op het niveau staan van de toelatingsvoorwaarden tot de polytechnische faculteiten. De VVTI is tegenstander van het invoeren van een derde soort ingenieurs. Ten slotte is de vereniging van oordeel dat allen die thans de titel van technisch ingenieur dragen die moeten behouden. De eregenodigde, de Limburgse gouverneur Louis Roppe, kwam spreken over "Actuele problemen in verband met de Limburgse reconversie".[13]
- augustus 1967. Er worden twee initiatieven genomen voor een betere werking:
  - De publicatie van de "VVTI-Kaderinformatie" om een intensiever informatie te bezorgen aan alle actieve leden;
  - Het organiseren van "Kaderdagen" om een meer verantwoord inzicht te geven in de methode, de actiemiddelen en het programma van de VVTI.[14]
- 2 augustus 1967. Contactvergadering te Düsseldorf tussen Prof. Dr. Brenken, algemeen voorzitter van VDI met een delegatie van de VVTI, geleid door algemeen voorzitter O. François in verband met de klassificatie van de Belgische technisch ingenieurs in Europees verband.[15]
- 14 oktober 1967. De eerste VVTI-kaderdag ging door in Tongerlo.
- Op 21 nov 1967. In een schrijven aan het Algemeen Bestuur drukte de hr. Jef Rens als voorzitter van Gemengde Werkgroep voor het Hoger Niet-Universitair Onderwijs [16] de wens uit het standpunt van de VVTI te vernemen. Het antwoord bestond uit vier punten: 1. De opdracht van de technische ingenieur; 2. Huidige toestand; 3. Oorzaken van de huidige critieke toestand; 4. Voorstel van oplossing.[17]
- 20 april 1968. De VVTI organiseert in het Consciencehuis[18] te Brussel de "Dag van de Vlaamse Technische Ingenieur". In commissievergaderingen buigen zij zich over de herstructurering van het hoger technisch onderwijs, de technisch ingenieurs in Europees verband en de functie-inhoud van de vorming. Ze eisen de goedkeuring van een kaderwet om deze problemen op te lossen.[19]
- 16 juni 1968. In een brief aan Eerste-Minister G. Eyskens verzoekt de VVTI aandacht voor: Het klasseren van het Hoger Technisch Onderwijs op de hoogste graad van het technische onderwijs; de modaliteiten qua toelating, niveau en studieduur aanpassen aan de EEG-directieven.
- 1 augustus 1968. De VVTI publiceert het voorontwerp van een "Kaderwet van de Technisch ingenieur" waarin de standpunten van de vereniging zijn verwerkt.[20]
- 15 augustus 1968. In De Financieel-Economische Tijd verschijnt een uitgebreid artikel over "De Problematiek van de technische ingenieurs" waarin de standpunten van de VVTI aan bod komen.[21]
- 21 augustus 1968. Minister Leo Tindemans ontvangt een afvaardiging van de VVTI bestaande uit t. ing. O. François, R. De Wolf en G. Van Wichelen. Er werd van gedachte gewisseld over de Belgische vertegenwoordiging in de FEANI. Een uitvoerig memorandum in dit verband werd aan de minister overhandigd.[22]
- Op 14 oktober 1968 gaan de studenten technisch ingenieur in staking en wordt er gemanifesteerd over gans het land.[23]
- 17 oktober 1968. De Standaard wijdt op p.2 een artikel getiteld "Vlaamse technische ingenieurs vragen vier jaar uniforme studies" met ondertitel "Uitblijven wettelijke graad oorzaak van malaise". Naast de analyse van de problemen komen ook de voorstellen van de VVTI aan bod. In de Gazet van Antwerpen wordt eveneens ruimschoots aandacht geschonken: "Standpunt van VVTI. Vier jaar studie voor technische ingenieurs noodzakelijk".
- 21 oktober 1968. De onderwijsministers kondigen aan dat er voor 1 januari 1969 en een ontwerp komt voor de technische ingenieurs. De VVTI verzet zich tegen het feit dat de gediplomeerde ingenieurs zouden erkend worden na het vervullen van bijkomende voorwaarden en om discriminatie te voorkomen tussen de afgestudeerden van het oude en het nieuwe regime moeten de reeds gediplomeerde technische ingenieurs automatisch op gelijke voet worden behandeld als de nieuwe.[24]
- 27 oktober 1968. Vergadering van de kaderleden te Tongerlo. De diverse parlementaire initiatieven worden besproken. Zij vinden dat het wetsvoorstel van de hr. Coppieters aan de elementaire eisen van de technische ingenieurs tegemoetkomt. Het wetsvoorstel Henckens-D'Haeseleer voorziet echter in een globale oplossing van de problemen, ook de technische ingenieurs in de land- en tuinbouw staan niet langer in de kou en van een derde ingenieurstitel is evenmin sprake zodat dit voorstel hun voorkeur krijgt.[25]
- 30 oktober 1968. Een afvaardiging van de VVTI heeft een gesprek met de hr. Verhaegen, kabinetsadviseur van minister Frans Van Mechelen (Minister van de Nederlandse Cultuur). Het gesprek handelde over het feit dat de drie vertegenwoordigers van de technische ingenieurs in het Belgisch Comité van de FEANI, die slechts 10 van de 30 Nederlandstalige scholen vertegenwoordigen, alle Franstalig zijn.
- 7 nov 1968. De plaats van het hoger technisch onderwijs in het hoger onderwijs, is de titel van een brochure van de werkgroep van de VVTI ter herstructurering van het hoger technisch onderwijs. Volgens de werkgroep moet dringend worden afgestapt van de verschillende statusverschillen en de hiërarchische ondergeschiktheid van de verschillende opleidingsvormen. Voorts zou de studieduur moeten bestaan uit tweejaarlijkse trappen met respectievelijke finaliteiten en gemakkelijke overgangen tussen de verschillende trappen. De VVTI pleit om de herstructurering van het HTO als één geheel met dat van het HO.[26][27][28]
- 18 nov 1968. Het eerste interim-verslag van de Gemengde werkgroep voor het hoger-niet universitair Onderwijs wordt gepubliceerd.

De VVTI gaat akkoord met een aantal punten:
-Het niet-universitair hoger onderwijs is geen lagere vorm  van universitair onderwijs (p3),
-er bestaat geen hiërarchie tussen het universitair- en niet universitair hoger onderwijs (p4),
-de functies van de leiding en van de uitvoering mogen niet uitsluitend toevertrouwd worden aan diegenen die hoofdzakelijk een theoretische vorming hebben genoten, (p5),
-de mogelijke organisatievorm vertoont een verregaande overeenkomst  met het V.V.T.I.-voorstel van okt '68, (p6);
-de praktische organisatie van het lang hoger onderwijs wordt in Europa meestal teruggevonden in "grandes écoles", "hogere technische instituten" of "technische hogescholen" (p7);
-het gebruik van de term "niet-universitair hoger onderwijs" is nadelig en moet vermeden worden (p8);
-de noodzaak van permanent institutioneel overleg tussen de universiteiten en de andere vormen van hoger onderwijs om alle problemen van gemeenschappelijk belang te bespreken (p16);
-het statuut van de rijksambtenaren dient aangepast (p17);
-de gelijkschakeling van de diploma's op internationaal vlak (p17);
-het ganse probleem van het sociaal beleid voor studenten van het niet-universitaire hoger onderwijs moet grondig worden onderzocht zodat de  universitaire studies niet langer minder kosten dan de andere vormen van hoger onderwijs (p18);
-het zou passen dat de instellingen van hoger technisch- en kunstonderwijs te scheiden van secundaire instellingen (p19);
-de vorming  wordt aan een beperkt aantal Hogere Industriële Instituten toevertrouwd (p20);
-de mogelijkheid van overgang naar andere studievormen (p28).
-Wat echter totaal onaanvaardbaar is volgens de VVTI:
- Het instellen van een derde ingenieurstitel namelijk industrie-ingenieur (na een lange vorming) naast burgerlijk- en technisch ingenieur(na een korte vorming) (p20);
-de benaming van de nieuwe titel wegens zijn beperkend karakter (wat met de openbare sector, het onderwijs, de zelfstandigen...?), de VVTI geeft de voorkeur aan "industrieel-ingenieur";
-de studieduur 4 of 5 jaar zou bedragen  waardoor het risico bestaat van nieuwe niveauverschillen (p20);
-het niet gebruiken van de benaming van technische of industriële Hogeschool zoals voor zien in de wet van 1933;
-door de opleiding van technisch ingenieur te behouden worden de vroegere gediplomeerden gediscrimineerd;
-de voorziene overgangsbepalingen voor de studenten en vroeger gediplomeerden; (p26)
-het niet opnemen van de agrarische sector.
- 23 nov 1968. In een vrije tribune in de Gazet van Antwerpen betreurt A. Pardon, voorzitter van VVTI-Antwerpen, dat sommige standpunten ingenomen door bestuursleden van school-gebonden technische-ingenieursverenigingen, een eendrachtige houding onmogelijk maken en zodoende meer schade toebrengen aan de graad van technisch ingenieur. Door voor beperkte groepen van technische ingenieurs meer voordelen te eisen dan voor anderen, die volgens dezelfde wettelijke modaliteiten gediplomeerd zijn maar niet tot hun groep behoren, worden de moeilijkheden, om tot een goede oplossing te komen, steeds aangedikt. Daarom verdedigt de VVTI dan ook de studenten en afgestudeerden van alle scholen zonder onderscheid (ook de Franstalige) en staat zij achter de wetsvoorstellen van Coppieters en Henckens-D'Haeseleer.[32]
- 27 nov 1968.

- Uitgebreid interview van Gustaaf Van Wichelen, secretaris-generaal van de VVTI, door Hugo Scheldeman in Het Laatste Nieuws, in verband met het verslag-Rens.
- Te Brussel vergaderde een afvaardiging  van de VVTI bestaande uit R. De Wolf, A. Pardon en S. Van Wichelen  met een delegatie van de NUTI bestaande uit  de heren Frerot, Goris en R. Lully en werd een gemeenschappelijke  houding  ten overstaan van het verslag Rens.
- 28 nov 1968. Door de Vlaamse tv werd een debat georganiseerd tussen de heren Vandeberg en Vannecke (opstellers van verslag Rens) en de studenten t.i. Wezenbeek en Hermans, en S. Van Wichelen (VVTI) en R. Lully (NUTI).[34]
- 3 dec 1968. Minister Vermeylen ontving op zijn kabinet een VVTI-vertegenwoordiging bestaande uit O. François, A. Heene en R. De Wolf. Er werd gesproken over het verslag Rens evenals over de plaats van het Hogere Technisch Onderwijs in het Technisch Onderwijs.[34]
- 5 dec 1968. Een 200-tal technische ingenieurs kwamen bijeen te Oostende waarbij overgegaan werd tot het stichten van de regionale afdeling VVTI-Oostende.[35]
- 9 dec 1968. R. De Wolf, algemeen ondervoorzitter, vertegenwoordigde de VVTI op een bijeenkomst van de NUTI, VVTI, de Nationale Associatie der Technische Ingenieurs van de Administratie (NATIA), de Nationale Unie van Textielingenieurs en Bedrijfsleiders (UNITEX) en de Belgische Kamer van Raadgevende Ingenieurs en Experten uit het H.T.O. (BKRIE) te Brussel in verband met de problematiek van de technische ingenieurs.[34][36]
- 14 dec 1968. Minister Vermeylen maakt het voorontwerp bekend voor de instelling van de graad van industrieel- en landbouwingenieur. De VVTI protesteert dat de minister veel harder ingrijpt dan het verslag-Rens. De VVTI herinnert eraan dat de titel van technisch ingenieur bestaat sinds 1933 en wettelijk beschermd is maar dat de voorziene toepassingswet uitbleef. Moeten de sindsdien afgestudeerden daarvoor nu boeten? Temeer daar de bestaande scholen, deels door de staat zelf ingericht, toch door de staat werden erkend en geïnspecteerd. De VVTI protesteert eveneens tegen de degradatie van de technische ingenieurs, leraars in het hoger technisch onderwijs en noemt het voorontwerp om al die redenen onaanvaardbaar.[37]
- 21 dec 1968. Te Antwerpen, in het Billiard Palace, worden de Staten-Generaal van Technisch ingenieurs en studenten-technisch ingenieur georganiseerd door de VVTI en de Nationale Federatie van Studenten-Technisch Ingenieur.  O François, algemeen voorzitter VVTI, stelde dat de wet van 11 september 1933 de titel van technisch ingenieur beschermt maar ook vermeldt dat de studies zullen worden geregeld bij wet. Sindsdien is er geen definitieve regeling gekomen. Hij drong aan op een uiteindelijke wettelijke oplossing. L. Wezenbeek, voorzitter van de NFSTI, dringt aan op een onmiddellijke oplossing en kondigt aan dat de studenten technisch-ingenieur, die hun toekomst bedreigd zien, zullen overgaan tot krachtdadige actie als er nog langer wordt getreuzeld. Volksvertegenwoordiger F. Swaelen sprak zijn ontgoocheling uit over de persconferentie van de ministers van Nationale Opvoeding. Hij stelt de vraag of de invoering van de nieuwe titel "industrie-ingenieur" bedoeld is om het probleem van de scholen op te vangen en niet dat van de studies? Hij verdedigt het wetsvoorstel Henckens - D'Haeseleer dat hij samen met oud-minister F. Grootjans heeft ondertekend. Volksvertegenwoordiger M.Coppieters vroeg ook een radicale scholenstop omdat naast de 53 bestaande er 11 nieuwe worden gepland. S. Van Wichelen, algemeen secretaris VVTI, noemde de laatste initiatieven van minister Vermeylen een oorlogsverklaring aan de technische ingenieurs. Ten slotte werd een resolutie aangenomen:

- de wetgever ligt aan de basis van de huidige problemen vermits hij nooit de verbintenis naleefde om voor de gepaste wetgeving te zorgen. Hij moet dan ook zo snel mogelijk zorgen voor een definitieve wetgeving;
- het gaat niet over een herwaardering van de studies en de graad van T.I. maar wel over een erkenning van de feitelijke waarde;
- de invoering van een derde ingenieurstitel dient verworpen om dat hij het probleem niet oplost en voor meer verwarring zorgt;
- de voorgestelde overgangsmaatregelen zijn asociaal en discriminerend omdat de door de wetgever ingestelde graad van T.I. door diezelfde wetgever met terugwerkende kracht wordt gedevalueerd;
- de Staten-Generaal oordelen dat aan hun eisen het best worden voldaan door de wetsvoorstellen Henckens, Swaelen, Van Dessel, D'Haeseleer, Grootjans en door dat van Coppieters.
- 20 maart 1969. VVTI steunt de acties van de studenten technisch-ingenieur voor een effectieve valorisatie van het diploma van T.I. De VVTI verwerpt alle voorstellen die hieraan niet tegemoetkomen.[41]
- 21 maart 1969.

- De heren De Wolf, ondervoorzitter van VVTI, en Lully, voorzitter van de NUTI, hebben tijdens een persconferentie te Brussel hun eisen gesteld namens hun respectieve verenigingen. Ze zijn van oordeel dat de voorstellen van de regering geen oplossing brengen.  Ze wensen slechts het bestaan van een enkele ingenieurstitel in het H.T.O. Zij merken op dat de titel "Ingénieur Technicien" aan buitenlands middelbare of semi-hogere technici wordt uitgereikt. Zij blijven sterk gekant tegen de subjectieve en onsociale maatregelen waardoor de afgestudeerden  een dubbele proef zouden moeten afleggen. Zij protesteren eveneens tegen het feit dat de ingenieurs uit het H.T.O. niet worden vermeld om in de nieuwe instellingen te mogen doceren.

#### Eensgezindheid tussen Burgerlijke-, Technische ingenieurs en Belgische Nijverheid
Vertegenwoordigers van de KVIV, (KVIV), de Fabi (Fédération Royale d'Associations Belges d'Ingénieurs Civils), UNIT-NUTI (Nationale Unie van Technische Ingenieurs), VVTI (Vereniging van Vlaamse Technische Ingenieurs) en het VBO (Verbond van Belgische Ondernemingen) hebben een gemeenschappelijk standpunt aangenomen betreffende de voorstellen die ze zullen voorleggen aan de regering in verband met de hervorming en de revalorisatie van de studies van technisch ingenieur.
- 25 april 1969.

#### Nationale manifestatie van de ingenieurs en studenten uit het H.T.O.
- 25 april 1969.

De VVTI organiseert samen met NUTI en de studenten-technisch ingenieur een manifestatie in Brussel.

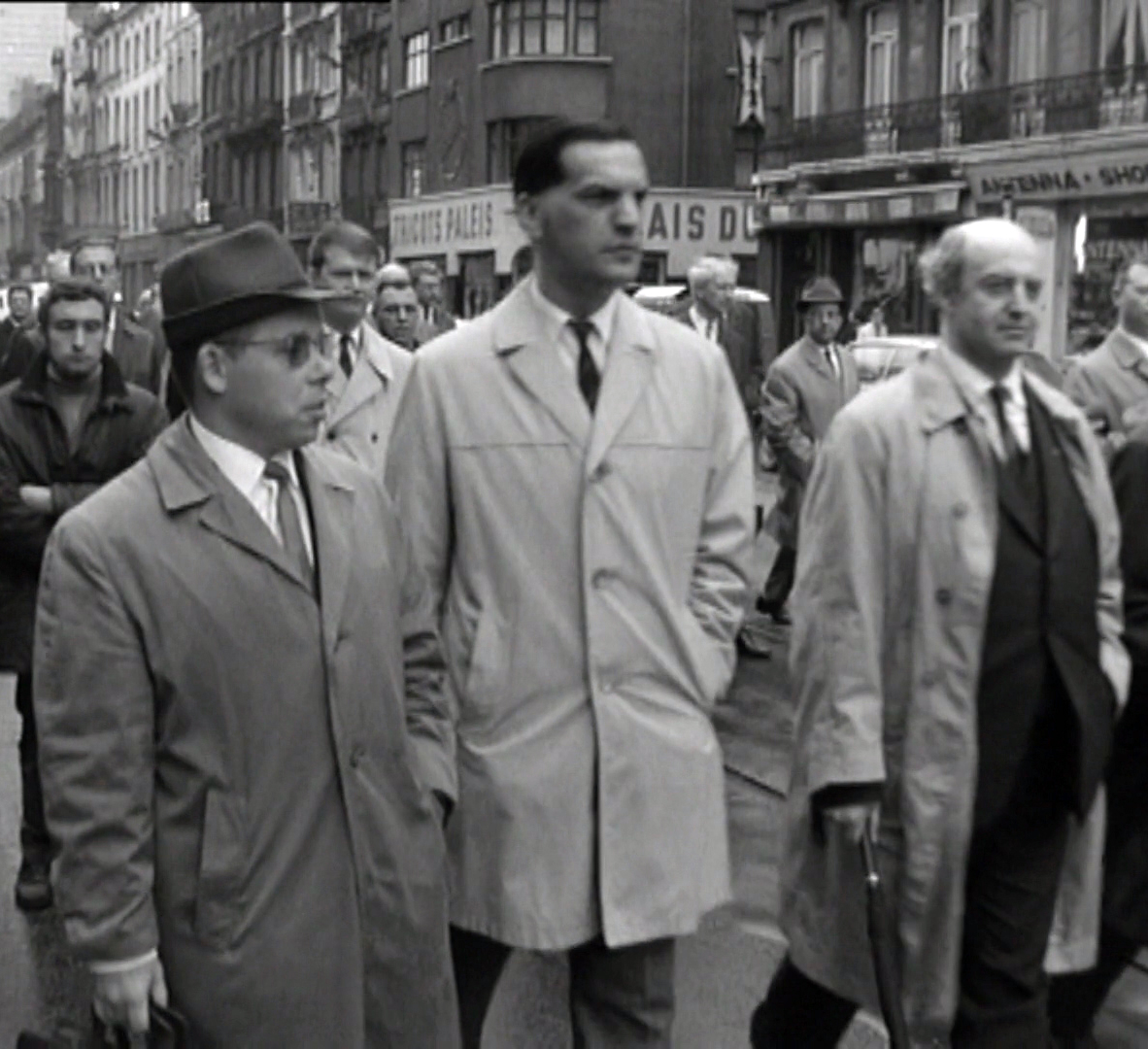
Nationale betoging van ingenieurs en studenten- ingenieur van het Hoger Technisch Onderwijs te Brussel, 26 april 1969

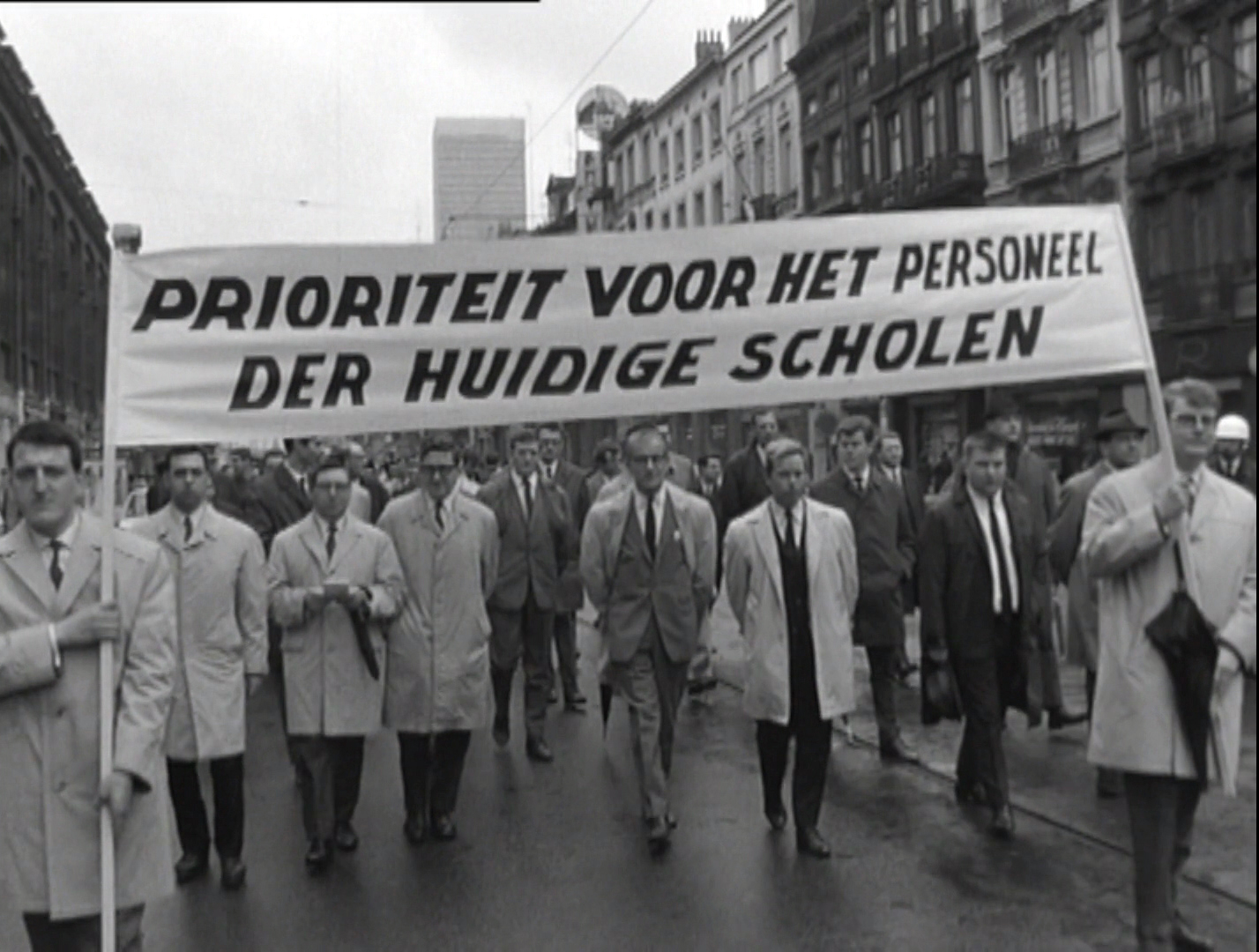
Delegatie van directies en onderwijzend personeel van de scholen voor technische ingenieurs

De doelstellingen van de manifestatie zijn:
Geen drie ingenieurstitels,
Automatische assimilatie van alle afgestudeerden, huidige studenten en professorenkorps,
Beperking van het aantal scholen en specialiteiten,
Eenvormige studieduur van 4 jaar,
Rangschikking in de hoogste graad van het technisch onderwijs,
Juiste classificatie op Europees vlak.
- Duizenden betoogden in de hoofdstad, scherp protest tegen ontwerp Vermeylen-Dubois. De stoet vertrok van Stalingradlaan, het merendeel van de betogers waren afgestudeerden, ook het onderwijzend personeel was sterk vertegenwoordigd. Aan de Beurs van Brussel werden zij geschouwd door een afvaardiging van CVP-parlementsleden die hun congres hadden verlaten.
- 20 mei 1969.

#### Hoorzitting in Kamer
Toelichting van het standpunt van de V.V.T.I. op de Subcommissie voor Nationale Opvoeding van de Kamer van Volksvertegenwoordigers.   De afvaardiging van de VVTI bestond uit Omer François (voorzitter) en Raoul De Wolf (ondervoorzitter). Zij overhandigden een beknopte nota betreffende de standpunten van de V.V.T.I.

##### Standpunten
- Positieve punten in het wetsontwerp Vermeylen:

- Na 36 jaar komt er een definitieve wettelijke regeling. Hopelijk worden daarbij de bedoelingen van de wetgever van 1933 bevestigd.;
- De nieuwe structuur waarbij de studieduur gelijkvormig op 4 jaar wordt gebracht. (onder voorbehoud van enkele opmerkingen);
- Het verminderen van het aantal inrichtingen;
- Het oprichten van een Bestendig Adviesorgaan;
- Het voorzien van een abbreviatie voor de titel;
- Het omvormen van het Hoger Technisch Onderwijs tot Technisch Hoger Onderwijs.
- Opmerkingen

- De vroegere eerste graad dient gevormd in één cyclus en de ingenieur van de tweede graad met twee cyclussen;
- De benaming industrieel conducteur is verwarrend, anderzijds is er behoeften aan een andere opleidingsvorm: informatica- pneumatica-... specialisten;
- Industrieel- of technisch ingenieur? Het Verbond der Belgische Nijverheid en Fabrimetal erkennen slechts drie niveaus van technische functies nl. technici, technische- en universitaire ingenieurs, en daarbij zijn technisch ingenieurs in staat om de hoogste leidingsposten te bekleden. Aan Vlaamse kant is er geen noodzaak om van naam te veranderen. Voor Franstaligen is dat wel nodig.
- Voorstellen

- De wet moet de graad en de titel van technisch ingenieur regelen of het wijzigen van deze door "industrieel ingenieur";
- De benaming "industrieel conducteur" wijzigen in "hoger technicus" en de studieduur beperken tot twee jaar;
- Het diploma van technisch (industrieel) ingenieur dient afgeleverd door een  Technische- of Industriële Hogeschool omwille van:
de wet van 1933
de Europese vereisten;
- Soepele overgangsmaatregelen in geval van een nieuwe titel zoals voor de architecten  in de wet van 29 februari 1939.
Het argument dat er te veel technische ingenieurs zouden zijn in verhouding met de bevolking houdt geen steek.

##### Wettelijke precedenten
Er werd eveneens voor een bijvoegsel gezorgd waarbij aan de hand van een selectie van wettelijke precedenten werd aangetoond dat de VVTI-eis tot automatische overgang van alle technische ingenieurs ten volle gewettigd is. Daartoe had Raoul De Wolf alle staatsbladen vanaf 1830 tot 1969 uitgeplozen.
De precedenten hadden betrekking op:
- De verlenging van de studieduur

De meest treffende voorbeelden staan in de wet van 21 mei 1929, op het toekennen van de academische graden, die de wetten van 1890-91 vervangt.
Alhoewel de studieduur opvallend werd veranderd  staat in de wet van 21 mei 1921 art.52:
De vereisten van deze wet, voor wat betreft het bezit van de nodige diploma's, zijn niet toepaselijk  op degenen die een beroep of functie uitoefenen of er de rechten toe bezitten, overeenkomstig de voorheen heersende wetten en reglementen"
- Het wijzigen van de titel.

Ook hier zijn een aantal wijzigingen doorgevoerd. 
-Geneesheer-veearts= Doctor in de Veeartsenijkunde;
-Landbouwingenieur= Landbouwkundig ingenieur;
-Ingenieur van Waters en Bossen= Landbouwkundig ingenieur;
-Ingenieur van de Landelijke Genie= Landbouwkundig ingenieur;
-Mijningenieur= Burgerlijk ingenieur;
-Ingenieur van de Burgerlijke constructies= Burgerlijk ingenieur
Een verandering van titel was nooit een reden om speciale voorwaarden op te stellen  voor de dragers van de titel.
- Het aanpasen en verhogen van de studie-inhoud

-Burgerlijk ingenieur. Experimentele fysica op middelbaar niveau= Algemene fysica op universitair niveau;
-Ingenieur in burg.constr. (wetenschappelijk)= Burgerlijk ingenieur (wettelijk);
-Landbouwingenieur (Landb.instituten)= Landbouwkundig ingenieur (universiteit)
De verhogingen van de studieinhoud is duidelijk.
- Een belangrijk precedent was de wet van 20 februari 1939 op de bescherming van den titel en van het beroep van architect.[48]. Volgens Art. 7 mogen:

```
 
De Belgen, die geboren zijn gedurende diezelfde periode van 1 Januari 1907 tot 31 December 1916 en die in het bezit zijn van een diploma of een getuigschrift van het einde der studiën in de bouwkunst, uitgereikt door een instelling, welke ingericht of erkend door den Minister van Openbaar Onderwijs of door den Dienst voor het technisch onderwijs, zijn er van vrijgesteld dit bewijs te leveren, mits voorlegging, evenwel, aan bedoelde commissie, van de bekwaamheidsakte welke hun werd uitgereikt. Deze akte moet voorzien worden van het zegel van het Ministerie van Openbaar Onderwijs.
```

#### Groei van de V.V.T.I.
Sinds 1963 (het eerste jaar met een noemenswaardig ledenaantal) is het ledenaantal exponentieel toegenomen blijkt uit een groeicurve opgemaakt door de penningmeester G. Van Gerven.
- 4 februari 1970. Te Hasselt kommen delegaties van de N.U.T.I. (Lully, Joris, Frerot) en de V.V.T.I. (François, Heene, Van Gerven) samen voor het opstellen van amendementen op het wetsontwerp Vermeylen.[50]
- 25 februari 1970. Bijeenkomst te Hasselt van de contactcommissie K.V.I.V. - C.U.I.B., N.U.T.I., V.V.T.I. over de nomenclatuur THO en HTO.[50]
- 1 mei 1970. De VVTI publiceert een informatiebrochure "Vergelijkende studie van de ingenieursstudies in de landen van de Europese Economische Gemeenschap, in Engeland en in de Verenigde Staten van Amerika". Het besluit is dat de Belgische onderwijsstructuur ver boven deze van andere landen staat. Er is wel een probleem met Luxemburg. Iemand die het diploma van "technicien" behaalde kan mits één jaar langer te studeren de titel van "ingénieur technicien" behalen. Dat is dezelfde benaming als de Belgische ingénieur technicien, die wel op een hoger niveau staat, met het risico dat bij een vrije uitwisseling in Europa de Luxemburgse ingénieur technicien hier plaatsen zal toegewezen krijgen waarvoor hij niet bekwaam is.[51]
- januari 1971. De VVTI doet een oproep tot de andere verenigingen (NUTI en FBIT) om samen één grote federatie te vormen zodat met één sterke stem met de bevoegde autoriteiten kan gehandeld worden.[52]
- 18 januari 1971. In een gezamenlijke persconferentie VVTI-NUTI te Brussel stellen deze verenigingen vast dat in het wetsontwerp 616 er absoluut geen rekening werd gehouden met de voorstellen van deze verenigingen. Er werd geen enkele verbetering aan de oorspronkelijke tekst, ten voordele van de studenten, de gediplomeerden en het onderwijzend personeel, aangebracht.[53]
- oktober 1971.

- VVTI noemt de "Objectieve ministeriële berichtgeving" " Ministerieel bedrog  en opzettelijke vervalsing". Ingevolge de brochure "Precedenten"  opgesteld voor de subcommissie van Nationale Opvoeding vroeg deze aan de ministers objectieve argumenten om de VVTI-argumenten te weerleggen. Het antwoord van de ministers was zo schokkend dat de hr. Maurits Coppieters, lid van de subcommissie en met ervaring in het H.T.O, de ministers interpelleerde in de Kamer (13 juli 1971).
- 30 oktober 1971. In de aula van Bell Telephone te Antwerpen gaat het colloquium door over de rationalisatie in het technisch en agrarisch hoger onderwijs. Er werd deelgenomen door verschillende directeurs van scholen voor t. ing. De meeste waren van mening dat de beste oplossing de fusie is van verschillende scholen uit eenzelfde agglomeratie.[55]

#### Centrum voor Post-technisch Hoger Onderwijs
- 6 november 1971.

Zoals reeds voorzien was, in het organigram van de Vereniging uit 1962, wordt er werk gemaakt van de bijkomende opleiding voor technische ingenieurs. Zij staat open zowel voor leraars als de ingenieurs uit de industrie en ook voor niet-ingenieurs. De eerste lessenreeks was een initiatief van t.ing. G. Van Gerven en t.ing. L. Wezenbeek en was een negendelige lessenreeks over nieuwe elektronische meetmethoden en -apparatuur. De opleidingen worden later overgenomen door het Vormingscentrum Technische Ingenieurs (V.TI).
- 25 november 1971. Er wordt gestart met en reeks bijeenkomsten van afgevaardigden van de verenigingen F.B.I.T., N.U.T.I-U.N.I.T. en V.V.T.I. De voornaamste bedoeling van de werkgroep bestond in het opstellen van amendementen op het wetsvoorstel 220 van de ministers Claes en Hurez. Namens de VVTI werd deelgenomen door de voorzitter A. Heene en de ondervoorzitter R. De Wolf. Er bleek echter dat de standpunten van de FBIT en de VVTI te ver uit elkaar lagen.
- januari 1972. Er wordt gepoogd om met FBIT en NUTI tot een eenduidig standpunt te komen in verband met het bekomen van de nieuwe titel voor de afgestudeerden. De FBIT is tegen een automatische assimilatie omdat zij van oordeel is dat hun leden afgestudeerd zijn aan scholen die zichzelf "grandes écoles" noemen. Zij aldus van oordeel dat, zowel de scholen als de afgestudeerden,  daardoor recht zouden hebben op klassering in de hoogste categorie, de NUTI pleit voor een beperkt dossier en de VVTI houdt aan de automatische assimilatie omdat dit een heleboel problemen uit de weg gaat.
- 18 maart 1972. VVTI verzoekt om een onderhoud met minister Claes om hem te informeren over de standpunten van de VVTI en voorstellen te doen i.v.m. het wetsontwerp 616.
- 25 maart 1972. VVTI publiceert een document "Naar een definitieve oplossing voor het probleem van de technische ingenieurs?" waarin de standpunten: het behoud van de titel technische ingenieur, classificatie van de studiën in het lange type, rationalisatie van de scholen, studieduur uniform 4j. De argumenten gebruikt in de nota van de ministers Vermeylen en Dubois bij het ontwerp 616 worden weerlegd.
- 17 april 1972. De VVTI verkrijgt de tekst van het wetsontwerp i.v.m. de technische ingenieurs dat door de ministers Claes en Hurez zal ingediend worden op de kabinetsraad. De inhoud is nagenoeg hetzelfde als van 616 met uitzondering van de memorie van toelichting en de verklaring van de artikelen.
- 19 april 1972. In een brief aan minister Claes schrijft de VVTI dat hij, zoals zijn voorganger Vermeylen, te veel heeft toegegeven aan de Waalse eisen. G. Van Wichelen geeft in het BRT-radioprogramma Aktueel commentaar op de beslissing van de regeringsraad die wetsontwerp i.v.m. de graad van industrieel ingenieur en van gegradueerde goedkeurde.
- 29 april 1972. Jaarlijkse Algemene Vergadering te Sint-Niklaas. O. François wordt tot Algemeen voorzitter verkozen.

- Besluiten van de Algemene Vergadering. 
- Het wetsontwerp Claes-Hurez is nagenoeg identiek aan het ontwerp Dubois-Vermeylen;
- Het wetsontwerp gaat het probleem van de technisch ingenieurs voorbij en stelt het zelfs nog scherper;
- De VVTI stelt vast dat het de eerste maal is, in België, de gediplomeerden opnieuw een examen zullen moeten afleggen ten gevolge van een programma-aanpassing van hun studies;
- De Vlaamse Technisch Ingenieurs stellen ook vast dat eens te meer zal worden toegegeven aan de emotionele eisen van hun Franstalige collega's die geplaagd zitten met de inadequate titel "Ingénieur technicien";
- In tegenstelling tot hun Franstalige collega's werden de Nederlandstalige studenten en gediplomeerden niet vooraf geraadpleegd, ondanks hun verzoek hierom;
- De VVTI blijft bij haar standpunten: het behoud van de titel van Technisch Ingenieur, rationalisatie van het aantal scholen, de aanpassing van de studie-inhoud, een uniforme studieduur van vier jaar, het klasseren van het gerationaliseerd aantal scholen in het technisch- en agrarisch HO van het lange type;
- De Vlaamse technische ingenieurs wensen niet te worden gestraft voor hun studies aan een groot aantal scholen, die werden opgericht onder de mom van democratisering van het onderwijs;
- De VVTI hoopt dat de Vlaamse politici zullen zorgen voor een rechtvaardige en sociale oplossing om na veertig jaren de feitelijke waarde van de technisch ingenieurs, zoals ze reeds door de industrie wordt erkend, wettelijk te regelen.

- 4 mei 1972. Wetsontwerp op het technisch hoger onderwijs houdende organisatie van de studiën van industrieel ingenieur en van gegradueerde met nr. 220, wordt ingediend in de Kamer van Volksvertegenwoordigers.
- 8 mei 1972. Minister Claes ontvangt een afvaardiging van de VVTI bestaande uit de hh. François, Darimont, Roymans en Van Gerven.

- Minister Claes verklaarde dat beide partijen akkoord ware over twee grote doelstellingen, enerzijds zich schikken naar de Europese normen, en anderzijds een strenge rationalisatie op het stuk van het aantal instellingen. De minister vervolgde: " Het VVTI blijft staan op zijn eis inzake automatische assimilatie. Ik blijf van oordeel dat zulks niet mogelijk is, niet enkel omdat er aldus een sneeuwbaleffect zou kunnen ontstaan vanwege alle ander A1-gediplomeerden, zoals sociale assistenten en dies meer, maar ook omdat ik van oordeel ben, dat men niet aan iedereen, die een diploma heeft behaald in het technische onderwijs van de tweede graad, een diploma van universitair niveau kan toestaan. Ondanks wij niet kort bij elkaar staan heb ik de VVTI uitgenodigd om de dialoog verder te zetten en ze gaan daarmee akkoord.
- De VVTI heeft de bezwaren tegen deze versie duidelijk gesteld. Enkele voorstellen werden door de minister voor verder onderzoek weerhouden. Andere voorstellen zullen tijdens een volgend onderhoud worden besproken. Over de meest essentiële punten van het VVTI-eisenpakket blijven de meningen verdeeld. De VVTI heeft eveneens de besluiten van de jaarlijkse algemene vergadering aan de minister overhandigd. Zij vormen de basis voor onze verdere onderhandelingen.
- 1 juni 1972. W. Martens, voorzitter van de CVP, senator De Bondt en de volksvertegenwoordigers Swaelen en Monard hebben een gesprek met de bestuursleden François, Roymans en Wezenbeek.[59]
- 29 augustus 1972.

##### VolksvertegenwoordigerGerard Enemanoverleden

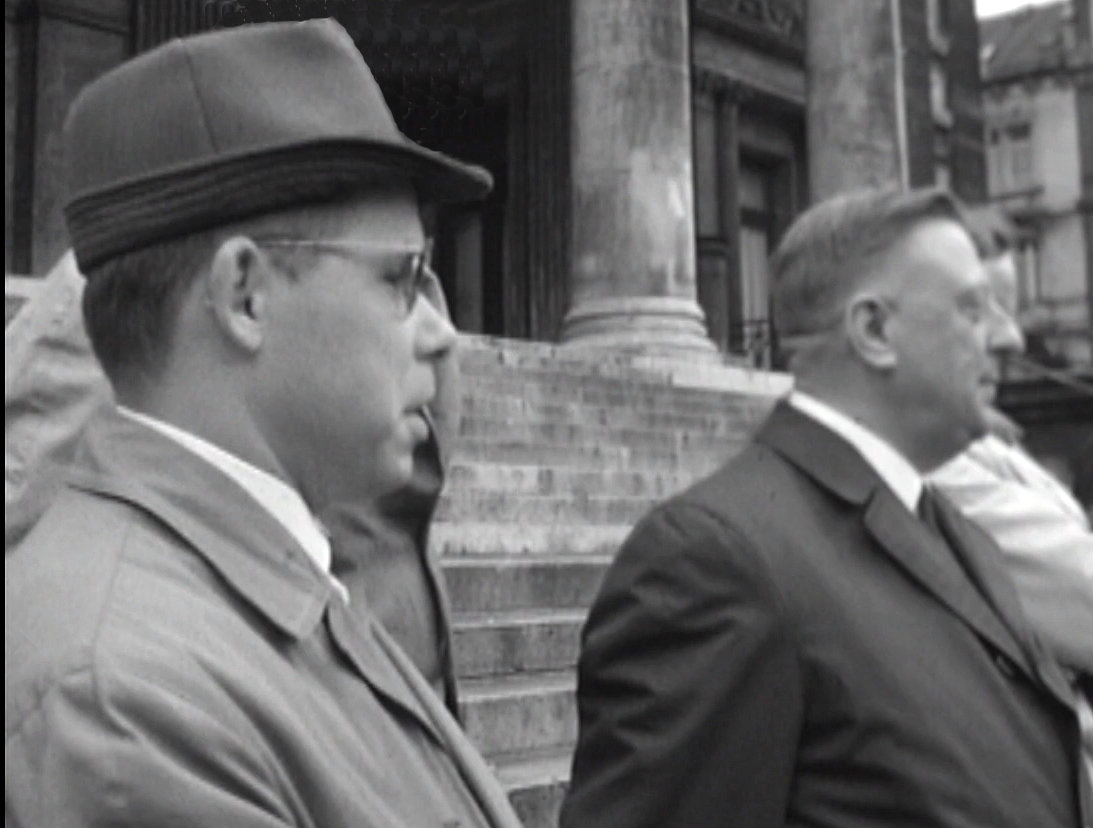

Hij had een grote bekommernis voor de problematiek van de technisch ingenieurs, waarbij hij als parlementariër een groot gezag had opgebouwd. Hij was er formeel van overtuigd dat de technisch ingenieur gelijkwaardig is met de vooropgesteld industrieel ingenieur. De tegenargumenten van dhr. Van Assche, kabinetsattaché van de Minister van Nationale Opvoeding, wist hij met kennis van zaken te weerleggen. Hij had een vriendschapsband gesmeed met O. François. 

Volksvertegenwoordiger G. Eneman (rechts) en R. De Wolf, ondervoorzitter V.V.T.I. (links) tijdens Nationale manifestatie van de ingenieurs en studenten uit het H.T.O. te Brussel op 26 april 1969.

### Overlijden van Omer François

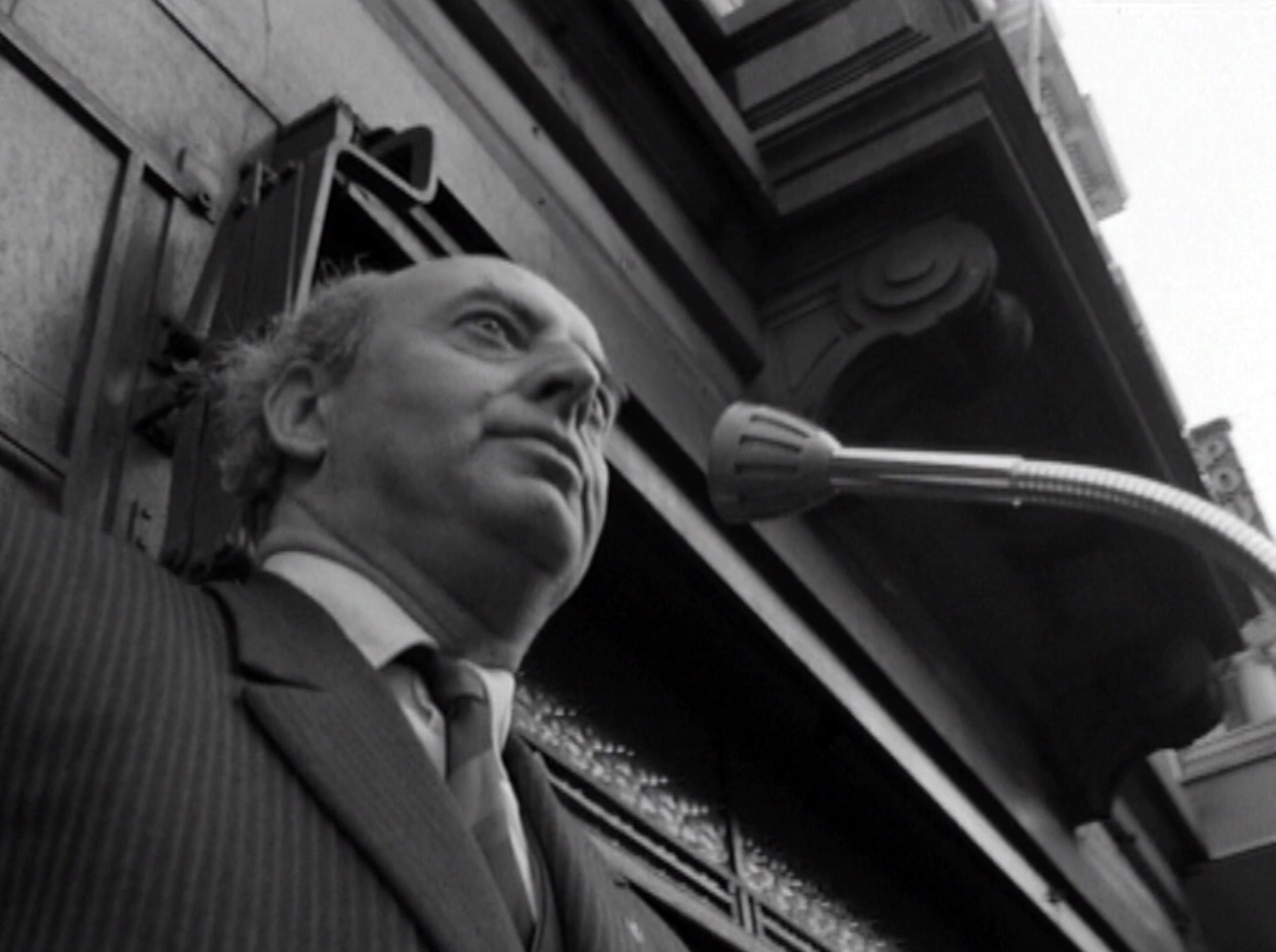

2 september 1972. Omer François (°Wetteren, 6 september 1917), stichter, bezieler en erevoorzitter van de VVTI, komt om bij een auto-ongeval. Beroepshalve was hij het hoofd van de afdeling bedrijfsmechanisatie bij Philips Hasselt. Hij verzorgde ettelijke bijdragen en studies voor de verschillende VVTI-publicaties. Hij was ook begaan met de Vlaamse danstradities, was de leider van een volksdansgroep in Hasselt en publiceerde handleidingen voor die dansen. Hij werd onder grote belangstelling ten grave gedragen op 6 september. De lijkrede werd uitgesproken door G. Van Wichelen. "We zien u steeds opnieuw tussen ons met uw enthousiasme, uw beginselvastheid, uw optimisme en uw zeldzame reflex van solidariteit. In de strijd welke we jarenlang samen met u voerden voor begrip en rechtvaardigheid ten opzichte van de beroepsgroep van de technische ingenieurs was het voor u veel gemakkelijker geweest de zijde van het onbegrip, van de gemakzucht te kiezen. Het is uw adelbrief dat ge de zijde van de zwakke en van de volledige inzet hebt gekozen." 
- G. Van Gerven wordt aangeduid als waarnemend Algemeen Voorzitter.
- 16 december 1972. Een KB verschijnt in het Staatsblad waarbij studenten uit het Hoger Onderwijs studietoelagen kunnen bekomen, waarmee wordt voldaan aan een eis van de VVTI.
- 5 mei 1973

- Door de evolutie van de V.V.T.I. sinds 1962 van een kleine groep naar een representatieve organisatie die 5000 technische ingenieurs vertegenwoordigt was het noodzakelijk de statuten aan te passen.  Op de jaarlijkse Algemene Vergadering werd door R. De Wolf wijzigingen van de Statuten voorgelegd evenals van het huishoudelijk reglement. Nadat enkele amendementen werden goedgekeurd werden de integrale teksten unaniem aangenomen.
- De vertegenwoordiging van de Vlaamse Technische ingenieurs in de FEANI laat nog steeds te wensen over. In het Belgisch comité blijken de drie vertegenwoordigers, van de technische ingenieurs die slechts 10 van de 30 Nederlandstalige scholen vertegenwoordigen,  allen Franstalig. De AV vindt het bijzonder jammer dat het verzoek van de VVTI tot medewerking aan de 10 bij de NUTI aangesloten Nederlandstalige schoolverenigingen werd verricht slechts door één schoolvereniging positief werd beantwoord.
- 19 juni 1973.

- De Beheerraad kiest Gustaaf Van Wichelen als nieuwe voorzitter. A. Heene, gewezen voorzitter, wordt het erevoorzitterschap aangeboden.
- Prijs t. ing. OMER FRANÇOIS. Ingesteld door het Algemeen Bestuur om de nagedachtenis van de overleden voorzitter blijvend te eren. Deze prijs zal jaarlijks worden toegekend aan een student uit het Technische Hoger Onderwijs, die een Nederlandstalig eindwerk maakt dat handelt over pneumatiek of mechanisatie omdat op dit gebied O. François een grote ervaring bezat en door talrijke realisaties een grote faam genoot.
- 17 november 1973.B.S.P. nu TOCH akkoord met automatische assimilatie?

Het wetsontwerp betreffende de technische ingenieurs of een Wachten op Godot. Onder die titel publiceert volksvertegenwoordiger Alfons Laridon (tevens lid van de Commissie voor Nationale Opvoeding) in het "Vlaams Weekblad" een artikel over "Het wetsontwerp, dat het technisch-vraagstuk dient op te lossen,".  Hij is tegenstander van een derde ingenieurstitel evenals van een nieuwe benaming. Er zijn wel twee knelpunten:
- de inplanting van het aantal scholen. Het pluralistisch voorstel van minister Calewaert stuitte onmiddellijk op katholiek verzet;
- de automatische assimilatie die door de gediplomeerde technische ingenieurs wordt verdedigd.

De oplossing volgens A. Laridon is:
- eenvormige studieduur van 4 jaar;
- de benaming technisch ingenieur moet blijven;
- automatische assimilatie voor de gediplomeerden;
- strikte bevolkingsnormen voor oprichting en behoud om aldus tot een sanering te komen van het aantal instellingen.

De meeste argumenten die A. Laridon gebruikt zijn afkomstig uit de "Wettelijke precedenten".
- 27 december 1973. In een lezersbrief aan de krant: "Door een korte agitatie en een nog kortere staking is het 53.000 onderwijzers, gediplomeerd volgens het oude regime, gelukt dezelfde wedde af te dwingen als die van collega's met een recent diploma, dat slechts na twee jaar hoger onderwijs wordt afgeleverd. Deze automatische assimilatie werd verkregen in een periode waarin de regering van alle daken verkondigt de inflatie te bestrijden, en dankzij de inzet van syndicaten en de solidariteit van al wie in het onderwijs werkzaam is (universitairen incluis). Men zegt dat de overheid onmogelijk de automatische assimilatie van 25.000 afgestudeerde technische ingenieurs kon toekennen. Dit lijkt nu door de feiten ondubbelzinnig weerlegd want de 53.000 onderwijzers zijn allen ten laste van het inflatoir staatsbudget".[69]
- 10 maart 1974. Er zijn nogmaals parlementsverkiezingen.
- 25 april 1974. In de nieuwe regering Tindemans I zijn de ministers van Nationale Opvoeding Herman De Croo (N) en Antoine Humblet (F).
- 21 juni 1974. Herman De Croo, minister van Nationale Opvoeding, ontving een delegatie van de V.V.T.I o.l.v. G. Van Wichelen, algemeen voorzitter. Er werd ruim van gedachte gewisseld over de reeds veertig jaar uitblijvende bekrachtiging van de feitelijke waarde van de technisch ingenieurs en de manier waarop de minister deze bekrachtiging wil realiseren. De minister deelde mee dat het wetsontwerp van de vorige regering werd opgeheven. Hij wil zo snel mogelijk een nieuw ontwerp neerleggen, rekening houdend met de wet van 7 juli 1970. Het struikelblok blijkt de optimalisatie van het aantal opleidingsinstituten te zullen worden.[70]
- 16 januari 1975. De VVTI organiseert te Roeselare nogmaals een Vierpartijenforumgesprek. Gastspreker was minister H. De Croo.

Leden van het panel waren de volksvertegenwoordigers Raoul Bonnel (PVV), Daniël Coens (CVP), Alfons Laridon (BSP) en Jaak Vandemeulebroucke (VU), André Vannecke (directeur van het Nationaal verbond van Katholiek Technisch Onderwijs) en G. Van Wichelen (V.V.T.I.). Het debat werd gemodereerd door M. Naessens, secretaris-generaal van het West-Vlaamse Productiviteitscentrum. De vier volksvertegenwoordigers zeggen, in eigen naam, dat ze voor automatische assimilatie zijn gewonnen. A. Vannecke is niet tegen automatische assimilatie maar vreest de concrete gevolgen. G. Van Wichelen verheugt zich in de uitspraken van de volksvertegenwoordigers. Bijzonder de hr. Laridon verdient zijn waardering daar hij alleen staat met zijn opvatting in zijn partij. Als laatste komt minister De Croo aan het woord die in zijn eigen stijl een uitgebreide uiteenzetting geeft. Hij besluit dat " beweren dat de VVTI voor honderd procentvoldoening zal krijgen, zou een leugen zijn en een illusie dit te geloven. Jullie Franstalige collega's zijn immers niet te vinden voor een automatische assimilatie. Ijver veeleer voor een politieke consensus".

### Goedkeuring wet betreffende industrieel ingenieur
- februari 1977. Na de goedkeuring, op 10 februari 1977, van het wetsontwerp op het technisch hoger onderwijs, houdende organisatie van de studiën van industrieel ingenieur en van gegradueerde, in de Kamer van Volksvertegenwoordigers geeft de VVTI een persmededeling uit waarin zij haar dank uitspreekt aan allen die hebben meegewerkt om deze belangrijke stap te helpen zetten. Zij zal zich in de toekomst inzetten om de technisch ingenieurs te begeleiden in het assimilatieproces en om vervolgens de belangen van de industrieel ingenieurs te verdedigen.[72]
- 26 april. In het Koninklijk Besluit van 8 april 1977 houdende de benoeming van de voorzitters, leden en secretarissen van de Hoge Raden voor het technisch hoger onderwijs en voor het agrarisch hoger onderwijs wordt G. Van Gerven benoemd als lid.

### Installatie van Assimilatiecommissie en Commissie van Beroep
° 24 mei 1977. Mister H. De Croo, installeert  Assimiliatiecommissie en Commissie van Beroep. Namens de VVTI zetelen G. Van Gerven en G. Roymans in de Commissie van Beroep.
- november 1980. Na drie jaar werking van de assimilatiecommissies wordt een vergelijking gemaakt van de werking van de Nederlands- en Franstalige commissie. De Nederlandstalige commissie adviseert 4,48 % negatief en bij Frantalige is dat 30,29%.[74]
- 21 november 1987. Congres "Ingenieur en Maatschappij" in Universitaire Instelling Antwerpen met als gastspreker Gaston Geens, eerste Minister-president van de Vlaamse Regering. Vier thema's: Tewerkstelling; Democratisering van de Onderneming; Milieu; Vorming en Opleiding.[75]
- 31 december 1987.

#### Assimilatie, na 10 jaar.
| Uitgebrachte adviezen                                         | Aantal | %     |
| ------------------------------------------------------------- | ------ | ----- |
| Gunstig geadviseerd                                           | 8401   | 94,30 |
| Ongunstig geadviseerd                                         | 366    | 4,11  |
| Aanvragers hebben geen 4 jaar nuttige ervaring                | 0      | 0     |
| Aanvragen overgemaakt aan de Franstalige Assimilatiecommissie | 48     | 0,54  |
| Niet ontvankelijke aanvragen                                  | 42     | 0,47  |
| Aanvragen nog in behandeling                                  | 52     | 0,58  |
|                                                               |        |       |
| TOTALEN                                                       | 8.909  | 100   |

#### Nieuwe samenstelling Comissie  van beroep
- 7 maart 1988. In het KB  van die datum worden G. Roymans en R. De Wolf, vertegenwoordigers van de Vereniging van Vlaamse Technisch en Industrieel ingenieurs, respectievelijk benoemd als effectief- en plaatsvervangend lid.

#### Zwarte dag in de VVTI en STI-geschiedenis
- 16 september 1989.

Na de Algemene Vergadering van STI werd er door bestuursleden van VVTI en STI nog nagepraat in de taverne "'t Swart Schaep" in Antwerpen. Het café stortte in waarbij drie bestuursleden overleden nl. Philippe Cruyl(25 j.), Bert Delen(42 j.),  en Dirk Drieghe(32 j.). Zeven anderen werden gewond waarvan vier zwaargewond: Henri De Boeck(52 j.), Karel De Wever(39 j.), Guy Roymans(49 j.), en Jan Pals(51 j.).
- 20 september 1989. In het Besluit van de Vlaamse Executieve worden de mandaten van de leden  van de Assimilatiecommissie en de Commissie van Beroep van verlengd tot 31 december 1992, het einde van de assimilatieperiode.
- februari 1990. Het tijdschrift "Ingenieursmededelingen" is hoofdzakelijk gewijd aan het naderend einde van de assimilatie in 1992.

## Ontstaan Vlaamse Ingenieurskamer - VIK
- 6 oktober 1990. De buitengewone statutaire ledenvergadering van de VVTI kiest nieuwe naam, na een oproep aan de leden, voor de eenheidsvereniging. De benaming "Vlaamse Ingenieurskamer (VIK)" krijgt de voorkeur.
- 5 november 1990. Door een aantal medewerkers van VVTI en STI wordt een nieuwe v.z.w. opgericht: VLAAMSE INGENIEURSKAMER (VIK).

STI en VVTI doen een oproep tot andere ingenieursverenigingen om tot één ingenieursvereniging te komen in Vlaanderen.
- 17 november 1990. Het Congres "INGENIEUR IN HET JAAR 2000" gaat door te Houthalen.
- 14 november. Tijdens een plechtige vergadering overhandigt de heer Jan Adé, directeur-generaal van het Hoger Onderwijs en Wetenschappelijk Onderzoek, in aanwezigheid van de leden van de Assimilatiecommissie en de Commissie van beroep, het 10.000e diploma van industrieel ingenieur aan André Pardaens. VVTI biedt samen met NUTI een receptie aan.[80]
- 12 december. Vergadering van de erkende beroepsverenigingen (VVTI en NUTI), de werkgeversorganisaties (VEV en VBO) en de vakbonden (ABVV, ACV en ACLVB)

## 1992
- 15 februari 1992. Overlijden van Daniël Coens. Hij was jarenlang minister van Onderwijs. Hij was de eerste die in het Belgische parlement pleitte voor het doctoreren van de meer pragmatisch gevormde ingenieurs en een op onderzoek gebaseerde leerplan voor deze groep. Door de VVTI zijn echter de laatste jaren een aantal zaken niet in dank aangenomen, alhoewel hij vroeger een medestander was voor de gelijkberechtiging van de Vlaamse technische ingenieurs.[81]